# Чэнь Цзяган
Чэнь Цзяган, также иногда произносится и пишется, как Чен Чжаган, Чен Джиаганг, Чен Джиган (кит. 陈家刚, англ. Chen Jiagang; род. в 1962 году в Чунцине, Китайская Народная Республика) — китайский фотограф и архитектор. Наиболее известен в связи с сериями документальных и художественно-постановочных фотографий, посвященных исчезающему наследию военных городов, так называемой «Третьей линии обороны» Китая. Его творчество «объединяет китайскую сельскую местность, фабрики и городские рынки с индустриальной архитектурой и неподвижными человеческими фигурами, в гипнотические образы».

## Биография
Чэнь начал свою профессиональную деятельность в сфере архитектуры. С 1980 по 1984 год он учился на архитектурном факультете Чунцинского университета, где получил основные знания в области архитектуры и дизайна. После окончания колледжа он работал в Юго-Западном архитектурно-проектном институте с 1984 по 1992 год, став сертифицированным архитектором государственного уровня.
В 1992 году Чэнь перешел от архитектурной практики к девелоперскому бизнесу, основав компанию Chengdu Haosi Property Development, способствовавшую развитию городской урбанистической среды в городе Чэнду. В 1996 году он учредил архитектурную фирму Sichuan Gangjia Architecture Design, ориентированную на инновационные решения и градостроительное планирование.
В 1997 году создает компанию Sichuan Upriver Stock Co., Ltd, расширив масштаб своей деятельности, а также открыл первую частную художественную галерею в Китае — Sichuan Upriver Museum, также известную, как Upriver Art Gallery. Этот шаг стал не только важным моментом в его карьере предпринимателя, но и началом вовлечённости в современное искусство и культуру.
В 1998 году он продолжил соединять архитектуру и культуру, основав Chengdu Upriver Guildhall и Kunming Upriver Guildhall — культурные и общественные пространства, способствовавшие диалогу между искусством, архитектурой и обществом.
В 1999 году Чэнь получил международное признание, войдя в число двенадцати «Выдающихся молодых архитекторов» по версии ООН, что укрепило его репутацию в архитектурной сфере.
В 2001 году Чэнь Цзяган полностью посвятил себя сфере искусства, став профессиональным фотохудожником.
Прорыв в его творческой карьере произошёл в 2003 году с началом работы над серией Third Front, которая в 2008 году переросла в The Great Third Front. Эти серии посвящены документированию остатков городов «Третьей линии обороны» — масштабных военных и промышленных комплексов, построенных в 1960-х годах по указанию Мао Цзэдуна, с целью укрепления внутренних регионов страны. Крупноформатные фотографии Чэня представляют эти города, как разрушающиеся символы былого индустриального величия, поднимая вопросы о коллективной памяти и будущем этих пространств в условиях стремительной урбанизации Китая.
В 2002 и 2003 годах получил премии «Отличная работа» на 20-й и 21-й Фотографических выставках Китая. Его творчество продолжает исследовать темы памяти, утраты, вытеснения, а также напряжение между исторической грандиозностью и неопределенным будущим индустриальных объектов.
В Китае, Европе и США было организовано и проведено более двадцати индивидуальных и коллективных выставок, где были представлены фотоработы художника. С18.02 по 29.03 2015 года в Московском музее современного искусства также проходила выставка серии его работ «Kalpa».
Работы Чэнь Цзягана находятся в коллекциях музеев по всему миру, включая 21C Museum Hotels (Луисвилл, США), Художественная галерея Центральной Академии изящных искусств (Пекин, Китай), Балтиморский художественный музей (Балтимор, США), Borusan Contemporary (Турция), Институт современного искусства Валенсии (IVAM, Испания), Музей современного искусства (MoMA, Нью-Йорк, США), Museo del Territorio (Бьелла, Италия), а также в многочисленных частных собраниях.